# キヌコヤマベ・クラフト
キヌコヤマベ・クラフト（Kinuko Yamabe Craft、1940年 - ）は、日本生まれのイラストレーター、現代美術家。石川県出身。
レオナルド・ダ・ヴィンチやラファエル前派などに影響を受けた幻想的な作風のイラストレーションで、主にアメリカにて活躍。2011年に世界幻想文学大賞の芸術部門で最優秀賞を受賞。

## 経歴
1962年、金沢美術工芸大学を卒業。1964年、渡米しシカゴ美術館附属美術大学で学ぶ。以降現在に至るまで制作拠点をアメリカに置いている。
1970年代、パトリシア・A・マキリップやタニス・リーらによるファンタジー小説や絵本の表紙を数多く手がけ注目を集める。
その後さらに活動の幅を広げ、TIME・ニューズウィーク・ナショナルジオグラフィックなどメジャー雑誌の表紙を担当して人気を博した。
1990年代中頃以降、絵本やファンタジー小説の表紙、ポスターデザインを専門的に手がける。

## 主な展覧会
- 2006年4月4日〜5月14日　幻想画の世界“春の夜の夢”展　金沢21世紀美術館
- 2008年5月24日〜10月26日　The Power of Place　コーニッシュ・コロニー美術館